# Christian Arsenius
Christian Arsenius, född 25 december 1759 i Tryde församling, Kristianstads län, död 7 oktober 1828 i Alingsås stadsförsamling, Älvsborgs län, var en svensk borgmästare och riksdagsman.
Arsenius var borgmästare i Alingsås från 1791. Han var riksdagsman i borgarståndet för Alingsås, Lund och Falköping vid urtima riksdagen 1810 och var då bland annat ledamot i allmänna besvärs- och ekonomiutskottet, lagutskottet och det förstärkta statsutskottet. Han var son till kyrkoherden Zacharias Arsenius.